# Tipula (Savtshenkia) multipicta
Tipula (Savtshenkia) multipicta is een tweevleugelige uit de familie langpootmuggen (Tipulidae). De soort komt voor in het Palearctisch gebied.